# Płoty (gmina)
Płoty – gmina miejsko-wiejska w północno-zachodniej Polsce, położona w północnej części województwa zachodniopomorskiego, w powiecie gryfickim, położona na Równinie Gryfickiej i Równinie Nowogardzkiej. Siedzibą gminy jest miasto Płoty.
Według danych z 31 grudnia 2016 r. gmina miała 8957 mieszkańców.
Miejsce w województwie (na 114 gmin): powierzchnia 37., ludność 39.

## Położenie
Według danych z 1 stycznia 2009 powierzchnia gminy wynosi 239,19 km². Gmina stanowi 23,5% powierzchni powiatu.
Gmina położona jest na równinach: Gryfickiej i Nowogardzkiej. Znajduje się w północnej części województwa zachodniopomorskiego, w południowej części powiatu gryfickiego.
Tereny leśne zajmują 28% powierzchni gminy, a użytki rolne 61%.
Sąsiednie gminy:
- Brojce i Gryfice (powiat gryficki)
- Nowogard (powiat goleniowski)
- Golczewo (powiat kamieński)
- Rymań (powiat kołobrzeski)
- Resko (powiat łobeski)

Do 31 grudnia 1998 r. wchodziła w skład województwa szczecińskiego.

## Demografia
Według danych z 31 grudnia 2016 r. gmina miała 8957 mieszkańców. Gminę zamieszkuje 14,6% ludności powiatu.
Dane z 31 grudnia 2016 r.:
| Opis           | Ogółem | Ogółem | Kobiety | Kobiety | Mężczyźni | Mężczyźni |
| -------------- | ------ | ------ | ------- | ------- | --------- | --------- |
| Jednostka      | osób   | %      | osób    | %       | osób      | %         |
| Populacja      | 8957   | 100    | 4534    | 50,62   | 4423      | 49,38     |
| Miasto         | 3982   | 44,46  | 2063    | 23,03   | 1919      | 21,42     |
| Obszar wiejski | 4975   | 55,54  | 2471    | 27,59   | 2504      | 27,96     |

- Piramida wieku mieszkańców gminy Płoty w 2014 roku[3].

## Przyroda
W okolicach miasta znajduje się rezerwaty przyrody: florystyczny Wrzosowisko Sowno i wodny Rzeka Rekowa. Przez gminę i miasto przepływa rzeka Rega, jej odcinek z Płotów do Smolęcina nazywany jest Jeziorem Rejowickim. W okolicach Wyszogóry wypływa z niej Ukleja. Obie rzeki są dostępne dla kajaków.

## Komunikacja
Przez gminę prowadzą droga krajowa nr 6 łącząca Płoty z Nowogardem (19 km) i przez Rymań (23 km) z Karlinem (50 km) oraz drogi wojewódzkie nr 108 do Golczewa (21 km), nr 109 do Mrzeżyna (40 km) i nr 152 do Reska (10 km).
W gminie czynny jest 1 urząd pocztowy w Płotach (kod 72-310) i jego 3 agencje (Mechowo, Wicimice, Wyszobór).

### Kolej

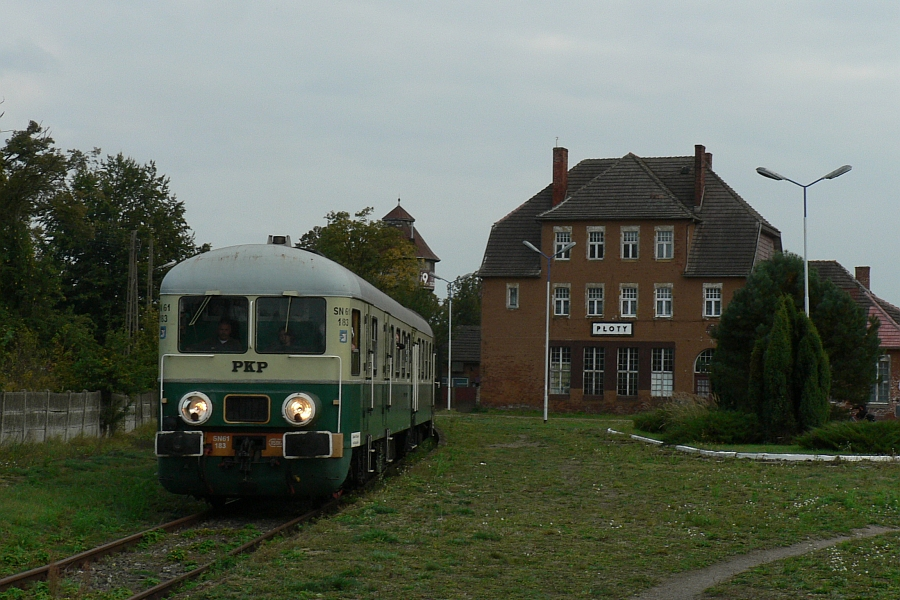
Stacja kolejowa Płoty

Obecnie w gminie czynne są 2 stacje: Wyszogóra i Płoty (na linii Szczecin–Kołobrzeg).
Historia kolei
Płoty uzyskały połączenie kolejowe w 1882 r. po otwarciu linii z Goleniowa przez Wyszogórę do Gryfic, kilka miesięcy później wydłużonej do Kołobrzegu. W 1893 r. zbudowano linię z Wyszogóry do Reska Północnego. W 1909 r. otwarto kolejną linię z Reska Północnego do Golczewa Pomorskiego. 3 lata wcześniej zbudowano odcinek do Worowa, a w 1910 r. do Wysokiej Kamieńskiej. W 1945 r. linia Wyszogóra – Resko Północne została rozebrana. Niemal 50 lat później, w 1992 r. zamknięta została linia Wysoka Kamieńska – Worowo.

## Zabytki
- Stary Zamek
- Nowy Zamek
- Ratusz
- Kościół pw. Przemienienia Pańskiego

## Kultura i oświata
Większość działalności kulturowej skupia się w Miejsko-Gminny Ośrodek Kultury, który wspiera zespoły muzyczne i taneczne, kółka zainteresowań, organizuje imprezy kulturalne i rozrywkowe, a także wydaje lokalny miesięcznik Gazeta Płotowska. Na Starym Zamku w Płotach znajduje się także miejska biblioteka.
Na terenie gminy działają: 1 przedszkole, 1 gimnazjum publiczne, 5 szkół podstawowych (Płoty, Mechowo, Wicimice, Wyszobór), a także Liceum Ogólnokształcące im. Wincentego Witosa.

## Miejscowości
MiastaPłoty (miasto od 1277 r.)
WsieCzarne, Charnowo, Darszyce, Gostyń Łobeski, Karczewie, Kocierz, Krężel, Luciąża, Makowice, Mechowo, Modlimowo, Natolewice, Pniewo, Potuliniec, Słudwia, Sowno, Truskolas, Wicimice, Wilczyniec, Wyszobór, Wyszogóra, Wytok
OsadyBądkowo, Dąbie, Dobiesław, Gostyński Bród, Gościejewo, Jarzysław, Lisowo, Łęczna, Łowiska
KolonieKłodno, Pniewko
GajówkiKopaniny
PrzysiółkiBucze, Dalimierz, Gardomino, Kobuz, Lusowo, Makowiska, Natolewiczki, Ostrobodno, Wicimiczki

## Administracja i samorząd
W 2016 r. wykonane wydatki budżetu gminy wynosiły 40,9 mln zł, a dochody budżetu 36,1 mln zł. Zobowiązania samorządu (dług publiczny) według stanu na koniec 2016 r. wynosiły 13,4 mln zł, co stanowiło 37,2% poziomu dochodów.
Gmina Płoty utworzyła 21 jednostek pomocniczych gminy (będących sołectwami):
SołectwaSołectwo Czarne, Sołectwo Darszyce, Sołectwo Gostyń Łobeski, Karczewie, Sołectwo Kocierz, Sołectwo Krężel, Sołectwo Luciąża, Sołectwo Lisowo, Sołectwo Makowice, Sołectwo Mechowo, Sołectwo Modlimowo, Sołectwo Natolewice, Sołectwo Pniewo, Sołectwo Potuliniec, Sołectwo Słudwia, Sołectwo Sowno, Sołectwo Truskolas, Sołectwo Wicimice, Sołectwo Wyszobór, Sołectwo Wyszogóra, Sołectwo Wytok.
Gmina Płoty jest obszarem właściwości Sądu Rejonowego w Gryficach i Sądu Okręgowego w Szczecinie. Gmina (właśc. powiat gryficki) jest obszarem właściwości miejscowej Samorządowego Kolegium Odwoławczego w Szczecinie.
Mieszkańcy gminy Płoty razem z mieszkańcami gminy Brojce wybierają 4 radnych do Rady Powiatu Gryfickiego i radnych do Sejmiku Województwa Zachodniopomorskiego w okręgu nr 2. Posłów na Sejm wybierają z okręgu wyborczego nr 41, senatora z okręgu nr 98, a posłów do Parlamentu Europejskiego z okręgu nr 13.